# Solal Valentin
Solal Valentin est une comédienne française, originaire de la Martinique.
Elle est aussi poétesse et dramaturge.

## Biographie
Née de parents originaires de la Martinique, Solal Valentin a grandi en région parisienne.
Après des études d’infirmière, puis une école de comédie à Montréal, elle poursuit sa formation de comédienne à l'École de Théâtre de Serge Karp, et participe à des stages avec Ariane Mnouchkine et Robert Cordier, notamment. Sous la direction de ce dernier, elle joue dans Le Songe d'une nuit d'été de Shakespeare. En 1991, Gilles Chavassieux lui offre un rôle dans sa création des Nègres de Jean Genet. Par la suite, aux côtés de Gabriel Garran, créateur du TILF (le Théâtre international de langue française) au Parc de la Villette, elle abordera un répertoire résolument africain avec Marianne et le Marabout de Slimane Benaïssa et Bintou de Koffi Kwahulé.
En 2001, Solal Valentin retrouve Les Nègres et le rôle de Neige dans la création d'Alain Ollivier, au Studio-Théâtre de Vitry, qu'il  dirige à l'époque. La pièce partira en tournée dans l'Hexagone et sera reprise en 2002 au Théâtre Gérard Philipe de Saint-Denis, dont le metteur en scène sera le nouveau directeur.
Solal Valentin se lance tardivement dans l'écriture, qu'elle aborde en premier lieu par la poésie. Ses textes, profondément ancrés dans un travail mémoriel par rapport à ses origines antillaises, se verront rassemblés dans un recueil de poèmes intitulé Dis-le à tes enfants, publié en 2008 aux éditions Klanba.
Cette même année, elle finalise l'écriture de sa première pièce de théâtre, Adélaïde, tragédie nègre, un texte sombre et poétique, plongeant dans le quotidien complexe et suffocant d'une esclave infanticide du XVIIIe siècle, reflet ambigu de celui d'une Antillaise du troisième millénaire.
La pièce sera créée en 2009, au Théâtre de l'Épée de Bois, à La Cartoucherie de Vincennes, dans une mise en scène de Dominik Bernard, avec Solal Valentin dans le rôle de Saline, la contemporaine.

## Théâtre
- 1991 : Les Nègres de Jean Genet, mise en scène de Gilles Chavassieux, Théâtre Les Ateliers, Lyon.
- 1997 : Bintou[5] de Koffi Kwahulé, mise en scène de Gabriel Garran et Pascal N’Zonzi, TILF–Théâtre International de Langue Française.
- 2001 : Les Nègres de Jean Genet, mise en scène de Alain Ollivier, Studio-Théâtre de Vitry, puis reprise en 2002 au Théâtre Gérard Philipe.
- 2009 : Adélaïde de Solal Valentin, mise en scène de Dominik Bernard, Théâtre de l’Épée de Bois.

## Filmographie sélective

### Cinéma
- 1997 : Francorusse d'Alexis Miansarow
- 2000 : Lise et André de Denis Dercourt

### Télévision
- 1994 : Les Cinq Dernières Minutes (épisode Meurtre à l'université) de Jean-Marc Seban
- 1996 : Les Faux Médicaments : Pilules mortelles d'Alain-Michel Blanc

### Doublage (liste sélective)
- 2006 : Wanda Sykes dans Ma super ex d'Ivan Reitman : Carla Dunkirk
- 2009 : Sophie Okonedo dans Le Secret de Lily Owens de Gina Prince-Bythewood : May Boatwright

## Publications

### Poésie
- Solal Valentin, Dis-le à tes enfants, Paris, éditions Klanba, mai 2008, 697 p. (ISBN 978-2-915494-32-7 et 2-915494-32-0)